# معاملة المثليين في أوغندا
يواجه الأشخاص من المثليين والمثليات ومزدوجي التوجه الجنسي والمتحولين جنسياً (اختصاراً: LGBT) في أوغندا تحديات قانونية واجتماعية لا يواجهها غيرهم من المغايرين جنسيا. يعد النشاط الجنسي المثلي بين الذكور وبين الإناث غير قانوني في أوغندا، كما أن النشاط الجنسي غير المهبلي بين المغايرين (مثل الجنس الفموي والجنس الشرجي) أيضا غير قانوني. وبموجب قانون العقوبات، فإن «المعرفة الجسدية ضد نظام الطبيعة» بين اثنين من الرجال تحمل عقوبة محتملة بالسجن مدى الحياة.
يواجه الأشخاص من مجتمع المثليين وصمة عار بين السكان. كما أن المنازل التي يعيش فيها الشركاء المثليون غير مؤهلة للحصول على نفس الحماية القانونية المتاحة للأزواج المغايرين، مع وجود عدة تقارير تتحدث عن مستوى عالي من التمييز والانتهاكات ضد مجتمع المثليين. قدر النشطاء في عام 2007 أن مجتمع المثليين الأوغنديين يتكون من 500.000 شخص.
صدر قانون أوغندا المعادي للمثلية الجنسية، 2014 في 17 ديسمبر 2013 مع عقوبة السجن مدى الحياة بتهمة «المثلية الجنسية المشددة». جلب القانون إلى أوغندا الأضواء الدولية، وتسبب في غضب دولي، مع رفض العديد من الحكومات تقديم المساعدات إلى أوغندا بعد الآن. في أغسطس 2014، ألغت المحكمة الدستورية الأوغندية القانون. ومع ذلك، ما زال المثليون يواجهون تمييزًا كبيرًا في أوغندا، بتشجيع نشط من القادة السياسيين والدينيين. تعتبر الهجمات العنيفة والوحشية ضد المثليين شائعة، وغالبًا ما يقوم بها مسؤولو الدولة.
تم قبول المثلية الجنسية وكانت شائعة في المجتمع الأوغندي ما قبل الاستعمار. وضعت الإمبراطورية البريطانية القوانين التي تجرم المثلية الجنسية عندما أصبحت أوغندا مستعمرة بريطانية. تم الحفاظ على هذه القوانين بعد الاستقلال.

## قانونية النشاط الجنسي المثلي

### تاريخ

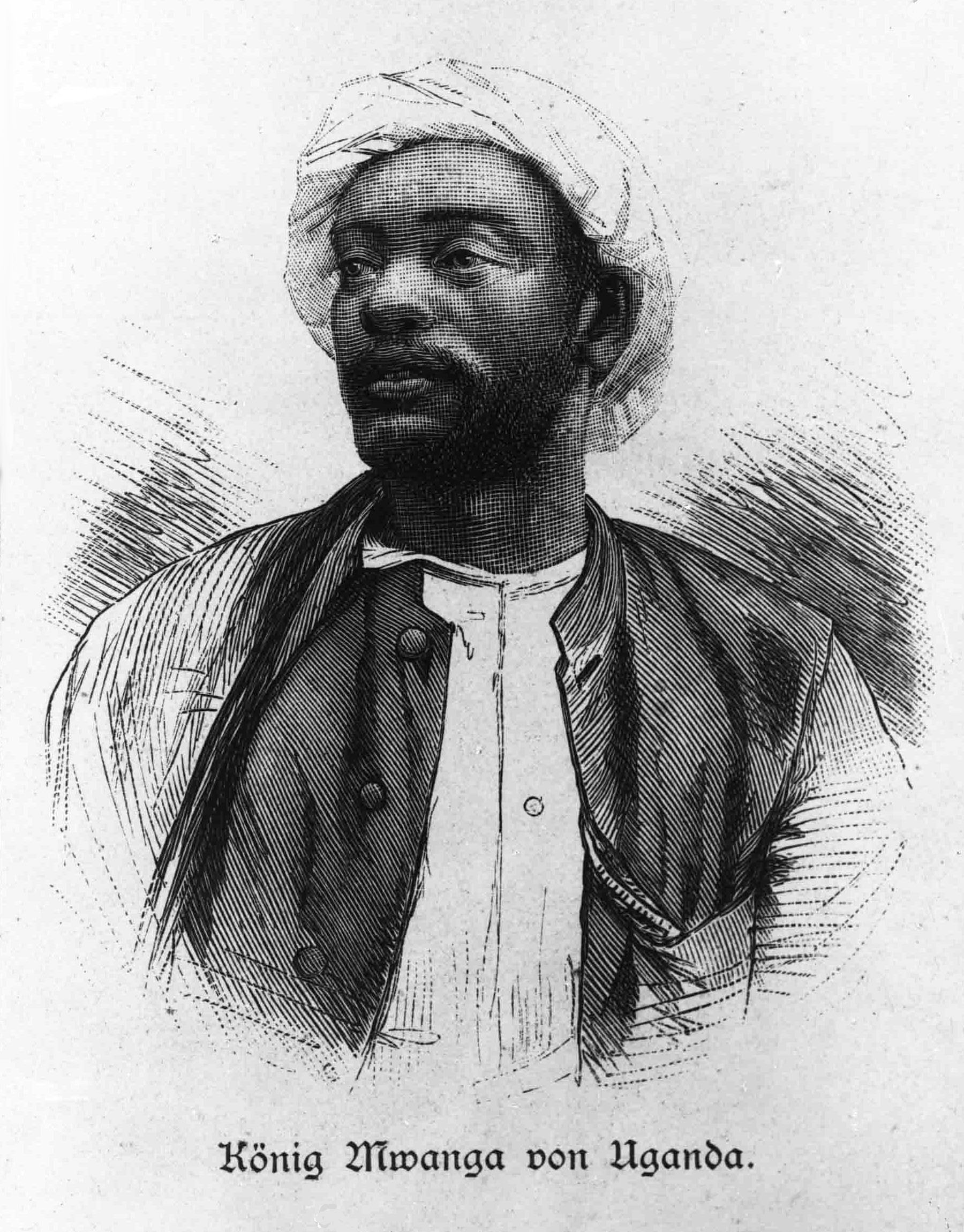
أبقى الملك موانغا الثاني ملك بوغندا (حكم في الفترة 1884-1888 و 1889-1897) العديد من الخدم من الذكور والإناث الذين تربطهم به علاقات جنسية.

على غرار جارتها كينيا، رواندا وبوروندي، كانت المثلية الجنسية بين الرجال شائعة جدا في المجتمع الأوغندي ما قبل الاستعمار. من بين باغاندا، أكبر مجموعة عرقية في أوغندا، كان يتم التعامل مع المثلية الجنسية عادة مع اللامبالاة. كان الملك موانغا الثاني ملك بوغندا مزدوج التوجه الجنسي مشهورًا، وكان معروفًا أن له علاقات جنسية منتظمة مع النساء، حيث كان لديه ما مجموعه 16 زوجات، فضلاً عن شركائه الذكور. خلال فترة حكمه، اعتبر على نحو متزايد المبشرين المسيحيين والقوى الاستعمارية الأوروبية، وخاصة البريطانية، كتهديدات. اتخذ موانغا الثاني مقاربة أكثر عدوانية من الزعماء الأفارقة الآخرين، حيث اختار طرد جميع المبشرين وأصر على أن يتحول المتحولون المسيحيون والمسلمون عن عقيدتهم أو مواجهة الموت. يشير مصطلح اللغة الأوغندية «أباسيازي» ("abasiyazi)" يشير إلى مثليي الجنس، على الرغم من أن استخدام المصطلح في الوقت الحاضر هو استخام تحقيري عادة. لم تكن اثنية باغاندا هي المجموعة الإثنية الوحيدة المعروفة بممارسة النشاط الجنسي المثلي. من بين شعب لانغو، يُعتقد أن الأفراد مودوكو داكو "mudoko dako" يشكلون «جنسًا ثالثًا» إلى جانب الذكور والإناث. كان مودوكو داكو "mudoko dako" من الرجال المتأنثين، وكان معظم مجتمع لانغو يعاملهم كنساء ويمكنهم الزواج من رجال آخرين دون عقوبات اجتماعية. كما تم الاعتراف بالمثلية الجنسية بين شعوب تيسو، باهيما، بانيورو، وكاراموجونغ. اختفى القبول المجتمعي بعد وصول البريطانيين وإنشاء «محمية أوغندا».
في الوقت الحاضر، هناك إنكار واسع النطاق لممارسة المثلية الجنسية قبل الاستعمار. ولكن مع ذلك، فإن الاعتقاد الخاطئ بأن المثلية الجنسية «غير أفريقية» أو «غربية» هو أمر شائع في المجتمع الأوغندي.
يستخدم مصطلح «كونشو» ("kuchu")، من أصل سواحيلي، بشكل متزايد من قبل مجتمع المثليين الأوغنديين. تم عرض فيلم وثائقي بعنوان نادني كوتشو (بالإنجليزية: Call Me Kuchu) في عام 2012، ويركز جزئياً على مقتل الناشط المثلي ديفيد كاتو عام 2011.

### النظام الأساسي
تم وضع القوانين التي تحظر النشاط الجنسي المثلي لأول مرة تحت الحكم الاستعماري البريطاني في القرن التاسع عشر. وهذه القوانين منصوص عليها في «قانون العقوبات 1950» وتم الإبقاء بعد الاستقلال. الأقسام التالية من هذا القانون ذات صلة:
المادة 145. الجرائم غير الطبيعية. أي شخص -
(أ) لديه معرفة جسدية من أي شخص ضد نظام الطبيعة؛
(ب) لديه معرفة جسدية مع الحيوان؛ أو
(ج) يسمح للشخص الذكر أن يكون لديه علم جسدي به أو بها ضد نظام الطبيعة،
يرتكب جريمة ويكون عرضة للسجن مدى الحياة.
القسم 146. محاولة ارتكاب جرائم غير طبيعية. أي شخص يحاول ارتكاب أي من الجرائم المحددة في المادة 145 يرتكب جناية ويكون عرضة للسجن لمدة 7 سنوات.
القسم 148. الممارسات غير اللائقة. أي شخص يرتكب، سواء في القطاع العام أو الخاص، أي فحش جسيم مع شخص آخر أو يحث شخصًا آخر على ارتكاب أي فحش جسيم معه أو معها أو يحاول أن يرتكب أي شخص مثل هذه الأفعال بفعل ذلك الشخص مع نفسه أو مع شخص آخر، سواء في القطاع العام أو الخاص، يرتكب جريمة ويُحكم عليه بالسجن لمدة 7 سنوات.
قبل سن «قانون تعديل قانون العقوبات (تحديد الجنس) 2000»، تم تجريم النشاط الجنسي بين الرجال فقط. في عام 2000، تم تمرير هذا القانون وتغيير الإشارات إلى «أي ذكر» إلى «أي شخص» بحيث يتم تجريم أفعال الفحش الجسيم بين النساء، ويعاقب عليها الآن بالسجن لمدة تصل إلى 7 سنوات. وسع القانون هذا التجريم ليشمل المغايرين جنسياً. يعتبر الجنس الفموي والجنس الشرجي، بغض النظر عن التوجه الجنسي، محظورا.

### القانون المعادي للمثلية الجنسية
في 13 أكتوبر 2009، قدم عضو البرلمان ديفيد باهاتي «قانون أوغندا المعادي للمثلية الجنسية، 2009»، الذي من شأنه أن يوسع تجريم العلاقات الجنسية المثلية في أوغندا ويفرض عقوبة الإعدام على الجناة، المصابين بفيروس نقص المناعة البشرية الذين يمارسون النشاط الجنسي مع أشخاص من نفس الجنس، والأشخاص الذين يمارسون النشاط الجنسي المثلي مع أشخاص تقل أعمارهم عن 18 عامًا. سيتم تغريم أو سجن الأفراد أو الشركات التي تعزز حقوق المثليين، أو العقوبتين معا. سيُطلب من الأشخاص «في السلطة» الإبلاغ عن أي جريمة بموجب القانون في غضون 24 ساعة أو مواجهة عقوبة السجن لمدة تصل إلى ثلاث سنوات.
في نوفمبر 2012، وعدت رئيسة البرلمان ريبيكا كاداجا بتمرير قانون منقح معادي للمثلية الجنسية في ديسمبر 2012. «الأوغنديون يريدون هذا القانون كهدية عيد الميلاد. لقد طلبوه [،] وسنقدم لهم تلك الهدية». تم حل البرلمان في ديسمبر 2012 دون اتخاذ إجراء بشأن مشروع القانون. مر مشروع القانون في 17 ديسمبر 2013 مع عقوبة السجن مدى الحياة بدلاً من عقوبة الإعدام بسبب «المثلية الجنسية المشددة»، وتم إصدار القانون الجديد في فبراير 2014.
في يونيو 2014، استجابةً لإقرار هذا القانون، أعلنت وزارة الخارجية الأمريكية عن العديد من العقوبات، بما في ذلك، من بين أمور أخرى، تخفيضات في التمويل، ومنع بعض المسؤولين الأوغنديين من دخول البلاد، وإلغاء تدريبات الطيران في أوغندا ودعم المنظمات المثلية غير الحكومية الأوعندية.
في أغسطس 2014، ألغت المحكمة الدستورية الأوغندية هذا القانون بسبب مسألة فنية لأنه لم يكن هناك عدد كاف من المشرعين للتصويت.

## القانون الدستوري
تضمن المادة 21 من الدستور الأوغندي، «المساواة والتحرر من التمييز»، الحماية ضد التشريعات التمييزية لجميع المواطنين. قد يكون ذلك لأن القانون الجنائي الحالي يعالج السدومية (الجنس الفموي والشرجي)، وينطبق على الجنسين، وأنه قد لا يشكل انتهاكًا للمادة 21، على عكس القانون المعادي للمثلية الجنسية.
في 22 ديسمبر 2008، قضت المحكمة العليا الأوغندية بأن المواد 23 و 24 و 27 من دستور أوغندا تنطبق على جميع الناس، بغض النظر عن توجههم الجنسي أو هويتهم الجندرية أو التعبير عنها. تنص المادة 23 على أنه «لا يجوز حرمان أي شخص من حريته الشخصية». تنص المادة 24 على أنه «لا يجوز إخضاع أي شخص لأي شكل من أشكال التعذيب أو المعاملة أو العقوبة القاسية أو اللاإنسانية أو المهينة.» تنص المادة 27 على أنه «لا يجوز إخضاع أي شخص لما يلي: (أ) التفتيش غير القانوني للشخص أو المنزل أو الممتلكات الأخرى لهذا الشخص؛ أو (ب) الدخول غير القانوني من قِبل الآخرين لمكان ذلك الشخص أو تلك الممتلكات. لا يجوز إخضاع أي شخص تعرض للتدخل في خصوصية منزل ذلك الشخص أو مراسلاته أو اتصاله أو أي ممتلكات أخرى.»
في نوفمبر/تشرين الثاني 2016، قضت المحكمة الدستورية في أوغندا بأن الحكم الوارد في قانون لجنة تكافؤ الفرص غير دستوري. هذا البند منع بشكل فعال اللجنة من التحقيق في «أي مسألة تنطوي على سلوك يعتبر غير أخلاقي وضار اجتماعي، أو غير مقبول من قبل غالبية المجتمعات الثقافية والاجتماعية في أوغندا.» قضت المحكمة بأن القسم ينتهك الحق في محاكمة عادلة وكذلك حقوق الأقليات، على النحو الذي يكفله الدستور. علاوة على ذلك، قضت المحكمة بأنه لا يمكن لبرلمان أوغندا إنشاء فئة من «الأسوياء الاجتماعيين الذين يشار إليهم على أنهم غير أخلاقيين وضارين وغير مقبولين» ولا يمكنهم تشريع التمييز ضد هؤلاء الأشخاص. بعد صدور الحكم، قالت ماريا بورنيت، المديرة المساعدة لـهيومن رايتس ووتش في شرق إفريقيا: «بسبب عملهم، يجب على جميع الأوغنديين الآن أن يكونوا قادرين على رفع دعاوى تمييز - ضد أرباب عملهم الذين طردوهم أو قاموا بمضايقتهم، أو مالك المبنى الذين طردوهم من منازلهم - وأخيرا الحصول على جلسة عادلة أمام اللجنة».

## الاعتراف القانوني بالعلاقات المثلية
في 29 سبتمبر 2005، وقع الرئيس يويري موسيفيني تعديلاً دستوريًا يحظر زواج المثليين. وفقًا للفقرة 2 أ من المادة 31، «زواج المثليين محظور».

## ظروف الحياة
في عام 2004، فرض مجلس إذاعة أوغندا غرامة على راديو سيمبا بأكثر من 1000 دولار وأجبره على إصدار اعتذار علني بعد استضافة مثليين في برنامج حواري مباشر. وقال رئيس المجلس، غودفري موتابازي، إن البرنامج «يتعارض مع الأخلاق العامة ولا يتوافق مع القانون الحالي». وقال وزير الإعلام نسابا بوتورو إن هذا الإجراء يعكس رغبة الأوغنديين في الحفاظ على «القيم الأخلاقية للرب» و «لن نمنحهم الفرصة لتجنيد آخرين».
في عام 2005، أبلغت هيومن رايتس ووتش عن امتناع أوغندا حتى برامج الزواج. «بحكم تعريفه... [إنهم] يميزون على أساس التوجه الجنسي. بالنسبة إلى الشباب من المثليين والمثليات ومزدوجي التوجه الجنسي والمتحولين جنسيا ... ولا يمكنهم الزواج قانونًا في أوغندا ... فإن هذه الرسائل تعني، خطأً، أنه لا توجد وسيلة آمنة لممارسة الجنس معهم، فهم يحرمون هؤلاء الأشخاص من المعلومات التي يمكن أن تنقذ حياتهم، كما ينقلون رسالة حول عدم القانونية الجوهرية للنشاط الجنسي المثلي الذي يعزز وصمة العار الاجتماعية الحالية والتحامل على الآثار المدمرة المحتملة».
في يونيو 2012، أعلنت الحكومة الأوغندية حظر 38 منظمة غير حكومية اتهمتها ب«تشجيع المثلية الجنسية» و «تقويض الثقافة الوطنية». زعم سيمون لوكودو، وزير الأخلاقيات والنزاهة في البلاد، أن المنظمات غير الحكومية «تتلقى دعماً من الخارج للمثليين في أوغندا و» تجنيد «الأطفال الصغار في المثلية الجنسية». وقال أيضًا «إنهم يشجعون المثلية الجنسية كما لو كان أفضل شكل من أشكال السلوك الجنسي». في نفس الشهر، أمر لوكودو الشرطة الأوغندية بتفكيك ورشة لحقوق المثليين في كمبالا. في وقت لاحق من الشهر، أعلنت الحكومة الأوغندية، في توبيخ واضح تجاه لوكودو، أنها لن تحاول بعد الآن تفكيك اجتماعات منظمات حقوق المثليين.
وجد تقرير حقوق الإنسان الصادر عن وزارة الخارجية الأمريكية عام 2011 أنه
يواجه الأشخاص من مجتمع المثليين التمييز والقيود القانونية. من غير القانوني الانخراط في أفعال جنسية مثلية.... بينما لم تتم إدانة أي شخص بموجب القانون [في عام 2011]، اعتقلت الحكومة أشخاصًا لارتكابهم جرائم ذات صلة. على سبيل المثال، في يوليو/تموز، ألقت الشرطة القبض على فرد «لمحاولته» الانخراط في أنشطة مثلية. في 15 يوليو، [2011،] اتهمته محكمة في إنتيبي «بممارسات غير لائقة» وأفرجت عنه بكفالة. كان النظر في القضية في الانتظار بحلول نهاية العام.
تعرض الأشخاص المثليون والمثليات ومزدوجو التوجه الجنسي والمتحولين جنسيا للمضايقة المجتمعية والتمييز والترهيب والتهديدات التي تهدد رفاههم [في عام 2011] وحُرموا من الحصول على الخدمات الصحية. كما منعت الممارسات التمييزية المنظمات غير الحكومية المحلية لمجتمع المثليين من التسجيل لدى مجلس المنظمات غير الحكومية والحصول على وضع المنظمات غير الحكومية الرسمي ....
في 26 يناير [2011] تعرض الناشط المثلي ديفيد كاتو، الذي كان قد رفع دعوى ضد بنجاح للصحيفة المحلية التي نوقشت أعلاه لنشرها في عام 2010 لصورته تحت عنوان «تعليق المشانق لهم،» للضرب بالهراوات حتى الموت في منزله خارج كمبالا. في 2 فبراير، ألقت الشرطة القبض على سيدني إينوك نسوبوغا بتهمة قتل كاتو. في 9 نوفمبر، حكم على نسوبوغا بأنه مذنب وحُكم عليه بالسجن لمدة 30 عامًا.
في 3 أكتوبر، [2011،] استمعت المحكمة الدستورية إلى مرافعات شفوية بشأن عريضة 2009 قدمها ناشطون محليون في مجال حقوق الإنسان ونشطاء مثليون ومعارضون لدستورية المادة 15 (6) (د) من قانون لجنة تكافؤ الفرص. تمنع المادة 15 (6) (د) لجنة تكافؤ الفرص من التحقيق في «أي مسألة تنطوي على سلوك يعتبر (1) غير أخلاقي ومضر اجتماعيًا، أو (2) غير مقبول من قبل غالبية المجتمعات الثقافية والاجتماعية في أوغندا.» جادل الملتمس بأن هذا البند تمييزي وينتهك الحقوق الدستورية للأقليات. كان الحكم في الانتظار في نهاية العام.

### الإفصاح القسري عن التوجه الجنسي من قبل الصحف
في أغسطس 2006، نشرت إحدى الصحف الأوغندية، «ذي راد بابر»، قائمة بالأسماء والمهن الأولى (أو مجالات العمل) ل45 من الرجال المثليين.
في أكتوبر 2010، نشرت صحيفة التابلويد رولينغ ستون الأسماء الكاملة، والعناوين، والصور، وجلسات الاستراحة الاجتماعية المفضلة ل100 من الأوغنديين المثليين والمثليات، مصحوبة بدعوة لإعدامهم. رفع كل من ديفيد كاتو، كاشا ناباغيسيرا، وبيبي جوليان أونزيما، جميع أعضاء تحالف المجتمع المدني المعني بحقوق الإنسان والقانون الدستوري، دعوى ضد الصحيفة. أصدر قاضي بالمحكمة العليا في يناير 2011 أمرًا دائمًا بمنع رولينج ستون ورئيس تحريرها جايلز موهاممن «أي منشورات أخرى لهويات الأشخاص وبيوت المتقدمين والمثليين جنسياً عمومًا». كما منحت المحكمة 1.5 مليون شلن أوغندي بالإضافة إلى تكاليف المحكمة لكل من المدعين. وقرر القاضي أن الإفصاح القسري عن التوجه الجنسي، والتحريض المصاحب للعنف، يهدد الحقوق والحريات الأساسية للأشخاص، وهاجموا حقهم في الكرامة الإنسانية، وانتهكوا حقهم الدستوري في الخصوصية. قُتل كاتو في عام 2011، بعد فترة وجيزة من ربح الدعوى.

## حراك حقوق المثليين
على الرغم من القوانين الجنائية والمواقف السائدة، لم تمنع الحكومة صراحة سكان أوغندا من محاولة تغيير السياسات والمواقف العامة فيما يتعلق بالأشخاص من مجتمع المثليين.
يعتبر المناخ في أوغندا معاديا لمجتمع المثليين؛ استخدم العديد من القادة السياسيين خطابًا علنيًا ضد المثليين، وقالوا إن المثلية الجنسية «أقرب إلى البهيمية»، وبأنه قد «جلبها البيض إلى أوغندا» وبأنها «غير أفريقية». يُعرف سايمون لوكودو، وزير الأخلاقيات والنزاهة، من قِبل نشطاء المثليين الأوغنديين بأنه «المعادي للمثليين الرئيسي في البلاد»، وقد أشار إلى أن الاغتصاب أكثر قبولًا من الناحية الأخلاقية من ممارسة الجنس بالتراضي بين المثليين، وقد رافق ذلك المدامهات العنيفة من قبل الشرطة على أحداث المثليين وقمع بنشاط حرية التعبير والتجمع للأشخاص المثليين.
المنظمة الرئيسية لحقوق المثليين في أوغندا هي الأقليات الجنسية في أوغندا، التي أسسها فيكتور موكاسا في عام 2004، وتم السماح لها بالقيام بأنشطتها دون تدخل من الحكومة. فرانك موغيشا هو المدير التنفيذي والفائز بجائزة روبرت ف. كينيدي لحقوق الإنسان لعام 2011 وجائزة رافتو لعام 2011 عن عمله لصالح حقوق المثليين في أوغندا.
في أواخر عام 2014، نشرت منظمة «المثليين الأوغنديين» (بالإنجليزية: LGBT Ugandans) الدفعة الأولى من مجلة «بومباستيك» (بالإنجليزية: Bombastic) وأطلق منصة الإنترنت «كوتشو تايمز» (بالإنجليزية: Kuchu Times). وقد أطلق عليها الناشطة البارزة كاشا ناباغيسيرا هذه الحملة ووصفتها بأنها «حملة لاستصلاح وسائل الإعلام». حصلت على جائزة مارتن إينالز للمدافعين عن حقوق الإنسان في عام 2011.
رئيس الوزراء السابق أماما مبابازي هو أول مرشح للرئاسة في أوغندا يعارض علانية رهاب المثلية. خاض الانتخابات الرئاسية عام 2016 وجاء في المرتبة الثالثة.
في أغسطس/آب 2016، قاطع ضباط الشرطة بعنف حدثًا للمثليين، وقاموا بمهاجمة وضرب الأشخاص الحاضرين في هذا الحدث، واعتقلوا 16. في أغسطس 2017، اضطر منظمو فخر أوغندا إلى إلغاء الحدث بعد تهديدات بالاعتقال. من قبل الشرطة والحكومة.
في نوفمبر 2017، تم إصدار أوامر إلى عدد من ضباط الشرطة من منطقة شرطة كمبالا من قبل مقر الشرطة لحضور ورشة عمل حول حقوق المثليين. وقال متحدث باسم الشرطة: «ما يهدف إليه التدريب، هو تعليم ضباطنا الميدانيين أن يقدروا أن الأقليات لديها حقوق يجب احترامها».

## الرأي العام
وفقًا لمركز بيو للأبحاث لعام 2007، اعتقد 96% من السكان الأوغنديين أن المثلية الجنسية هي طريقة للحياة لا يجب على المجتمع قبولها، وهو خامس أعلى معدل لعدم القبول في 45 دولة شملها الاستطلاع. كشف استطلاع للرأي أجري عام 2010، أن 11% من الأوغنديين ينظرون إلى السلوك المثلي على أنه مقبول أخلاقيا. من بين الأعضاء الآخرين في مجتمعات شرق إفريقيا، 1% فقط في تنزانيا و 4% في رواندا و 1%لديهم نفس الرأي. (لم يتم إستطلاع بوروندي.) 
أظهر استطلاع للرأي أجراه مركز بيو للأبحاث عام 2013 أن 96% من الأوغنديين يعتقدون أن المثلية الجنسية يجب ألا يقبلها المجتمع، بينما اعتقد 4% أنها يجب أن تقبل. كان كبار السن أكثر قبولًا من الشباب: 3% من الأشخاص الذين تتراوح أعمارهم بين 18 و 29 عامًا اعتقدوا أنه يجب قبول ذلك، 2% من الأشخاص بين 30 و 49 و 7% من الأشخاص فوق 50 عامًا.
نشرت بلانيت روميو، وهي شبكة اجتماعية للمثليين، أول مؤشر السعادة للمثليين (GHI) في شهر مايو من عام 2015. وسُئل الرجال المثليون من أكثر من 120 دولة حول شعورهم حيال نظرة مجتمعاتهم للمثلية الجنسية، وكيف يواجهون الطريقة التي يُعاملون بها من قبل أشخاص آخرين ومدى رضاهم عن حياتهم. احتلت أوغندا المرتبة الأخيرة مع نتيجة بلغت 20 على مؤشر السعادة.
وفقًا لاستطلاع للرأي أجرته المؤسسة الدولية للمثليين والمثليات ومزدوجي التوجه الجنسي والمتحولين جنسيا وثنائيي الجنس، تغيرت المواقف تجاه المثليين بشكل كبير بحلول عام 2017: وافق 49% من الأوغنديين على أن المثليين والمثليات ومزدوجي التوجه الجنسي يجب أن يتمتعوا بنفس الحقوق التي يتمتع بها الأشخاص المغايرون، بينما عارض 41% منهم. بالإضافة إلى ذلك، وافق 56% على وجوب حمايتهم من التمييز في مكان العمل. 54% من الأوغنديين، ومع ذلك، قالوا أنه ينبغي اعتبار الأشخاص المشاركين في علاقات جنسية مثلية كمجرمين، في حين أن 34% يختلفون مع ذلك. أما بالنسبة للمتحولين جنسياً، فقد وافق 60% على أنه يجب أن يتمتعوا بنفس الحقوق ، بينما اعتقد 62% أنه يجب حمايتهم من التمييز في العمل و 53% يعتقدون أنه يجب السماح لهم بتغيير جنسهم القانوني.
بالإضافة إلى ذلك، ووفقًا للاستطلاع نفسه، سيحاول ثلث الأوغنديين «تغيير» التوجه الجنسي لأحد الجيران إذا اكتشفوا أنه (ا) مثلي (ة) الجنس.

## ملخص
| قانونية النشاط الجنسي المثلي                                                                  | (العقوبة: السجن لمدة تصل إلى مدى الحياة) |
| المساواة في السن القانوني للنشاط الجنسي                                                       | No                                       |
| قوانين مكافحة التمييز في التوظيف                                                              | No                                       |
| قوانين مكافحة التمييز في توفير السلع والخدمات                                                 | No                                       |
| قوانين مكافحة التمييز في جميع المجالات الأخرى (تتضمن التمييز غير المباشر، خطاب الكراهية)      | No                                       |
| قوانين مكافحة أشكال التمييز المعنية بالهوية الجندرية                                          | No                                       |
| زواج المثليين                                                                                 | (حظر دستوري منذ عام 2005)                |
| الاعتراف القانوني بالعلاقات المثلية                                                           | No                                       |
| تبني أحد الشريكين للطفل البيولوجي للشريك الآخر                                                | No                                       |
| التبني المشترك للأزواج المثليين                                                               | No                                       |
| يسمح للمثليين والمثليات ومزدوجي التوجه الجنسي والمتحولين جنسيا بالخدمة علناً في القوات المسلحة | No                                       |
| الحق بتغيير الجنس القانوني                                                                    | No                                       |
| علاج التحويل محظور على القاصرين                                                               | No                                       |
| الحصول على أطفال أنابيب للمثليات                                                              | No                                       |
| الأمومة التلقائية للطفل بعد الولادة                                                           | No                                       |
| تأجير الأرحام التجاري للأزواج المثليين من الذكور                                              | (غير قانوني للأزواج المغايرين كذلك)      |
| السماح للرجال الذين مارسوا الجنس الشرجي التبرع بالدم                                          | No                                       |